# Gaspar de Bracamonte Guzmán
Gaspar de Bracamonte Guzmán y Pacheco de Mendoza (Peñaranda de Bracamonte, Salamanca, h.1595-Madrid, 1676), fue hombre de estado y diplomático español, Virrey de Nápoles, conde consorte de Peñaranda de Bracamonte y grande de España.

## Biografía

### Primeros años
Gaspar fue el quinto hijo de don Alonso de Bracamonte y Guzmán, VI señor de Bracamonte y I conde de Peñaranda de Bracamonte, y de Juana Pacheco de Mendoza, hija de los condes de Puebla de Montalbán.
El 18 de septiembre de 1615 se convirtió en capellán de manto interior, en 1618 se graduó de licenciado en cánones y en 1622 fue nombrado camarero del infante don Fernando, cardenal arzobispo de Toledo. Fue canónigo de aquella iglesia. En 1623 Felipe IV le dio otra canongía en Sevilla, en 1626 le hizo fiscal del Consejo Real de Órdenes con hábito de Alcántara y en 1628, consejero del mismo Consejo, donde estuvo hasta el año 1635, en el que le hizo merced de la plaza del Consejo. En 1642 le nombró gentil-hombre de Cámara.

### Matrimonio e hijos
Gaspar se convirtió en conde consorte por su matrimonio con su sobrina, María de Bracamonte y Portocarrero, III condesa de Peñaranda e hija de su hermano Baltasar Manuel de Bracamonte Guzmán, a su vez II conde de Peñaranda, y de su mujer, María de Portocarrero y Luna, hija de los condes de Montijo. De este matrimonio nació un único hijo varón:
- Gregorio de Bracamonte Guzmán y Bracamonte Portocarrero, IV conde de Peñaranda de Bracamonte, grande de España.

Además, de su relación con Isabel Montalvo y Valdés, hija del regidor de Olmedo Juan Montalvo y Olivera y de la mujer de este, Usenda de Valdés y Bazán, tuvo una hija natural:
- Clara de Bracamonte Guzmán y Montalvo.

### Misión diplomática en Münster
En 1643 Felipe IV lo nombró su ministro plenipotenciario en la ciudad alemana de Münster donde las potencias europeas negociaban una paz que pusiese fin a la llamada Guerra de los Treinta Años. Sin embargo, don Gaspar no se trasladó a Münster hasta la primavera de 1645 donde llegó, vía los Países Bajos, el 5 de julio de ese mismo año.
Felipe IV, acosado por los diferentes frentes de guerra que asolaban a la Monarquía (Cataluña, Portugal, Flandes,...), trataba de conseguir una paz que le permitiese afrontar las rebeliones y problemas interiores. Algunos dentro del Consejo Real estaban a favor de un acuerdo inmediato con Francia, pero se hallaban en minoría en comparación con los que preferían llegar a un acuerdo con los holandeses. Tan pronto como la delegación holandesa llegó a Münster, en enero de 1646, don Gaspar comenzó a ofrecerle concesiones (reconocimiento de soberanía, cierre del tráfico del Escalda, reconocimiento de las conquistas holandesas en Asia...). En enero de 1647 se firmó un acuerdo provisional entre los negociadores, que fue ratificado en enero de 1648 a pesar de los intentos de sabotearlo por parte de Mazarino. Por el Tratado de Münster, España reconocía formalmente la independencia de las Provincias Unidas tras ochenta años de guerra.
Por otra parte, las condiciones desmesuradas que exigía el cardenal Mazzarino provocaron la continuación de la guerra hispano-francesa hasta la Paz de los Pirineos (1659).

### Misión diplomática en Frankfurt
Don Gaspar volvió a España en septiembre de 1650. En febrero de 1651 el rey le nombró presidente del Consejo de Órdenes. En octubre de 1653 le concedió la presidencia del Consejo de Indias, con retención de la de Órdenes. En 1657 fue enviado a la Dieta de Frankfurt como representante de Felipe IV para apoyar la elección del rey de Hungría e hijo del emperador Fernando III, Leopoldo, como nuevo emperador, como así finalmente sucedió en 1658 y como así comunicaba Peñaranda en esta carta al rey:

Habiéndose hecho esta mañana, después de muchos debates, la elección de rey de romanos en el señor de Hungría, con consentimiento de todos los electores, cumpliendo mi obligación no he querido dejar de dar esta noticia y la enhorabuena del suceso a V. S. teniendo por tan interesada en el vuestra sagrada Religión Católica, como el servicio del rey; y yo he logrado muy bien el trabajo que he puesto en tan larga jornada, por haber sido testigo de esta grande acción, y suplico a V. S. se acuerde que en todas partes me tiene a su servicio, que Dios a V. S. como deseo.
Frankfurt, 18 de julio de 1658.

### Virrey de Nápoles
Don Gaspar se trasladó posteriormente a Italia en noviembre de 1658 al ser designado como nuevo virrey de Nápoles, puesto que ocupó hasta 1664.

### Regreso a España

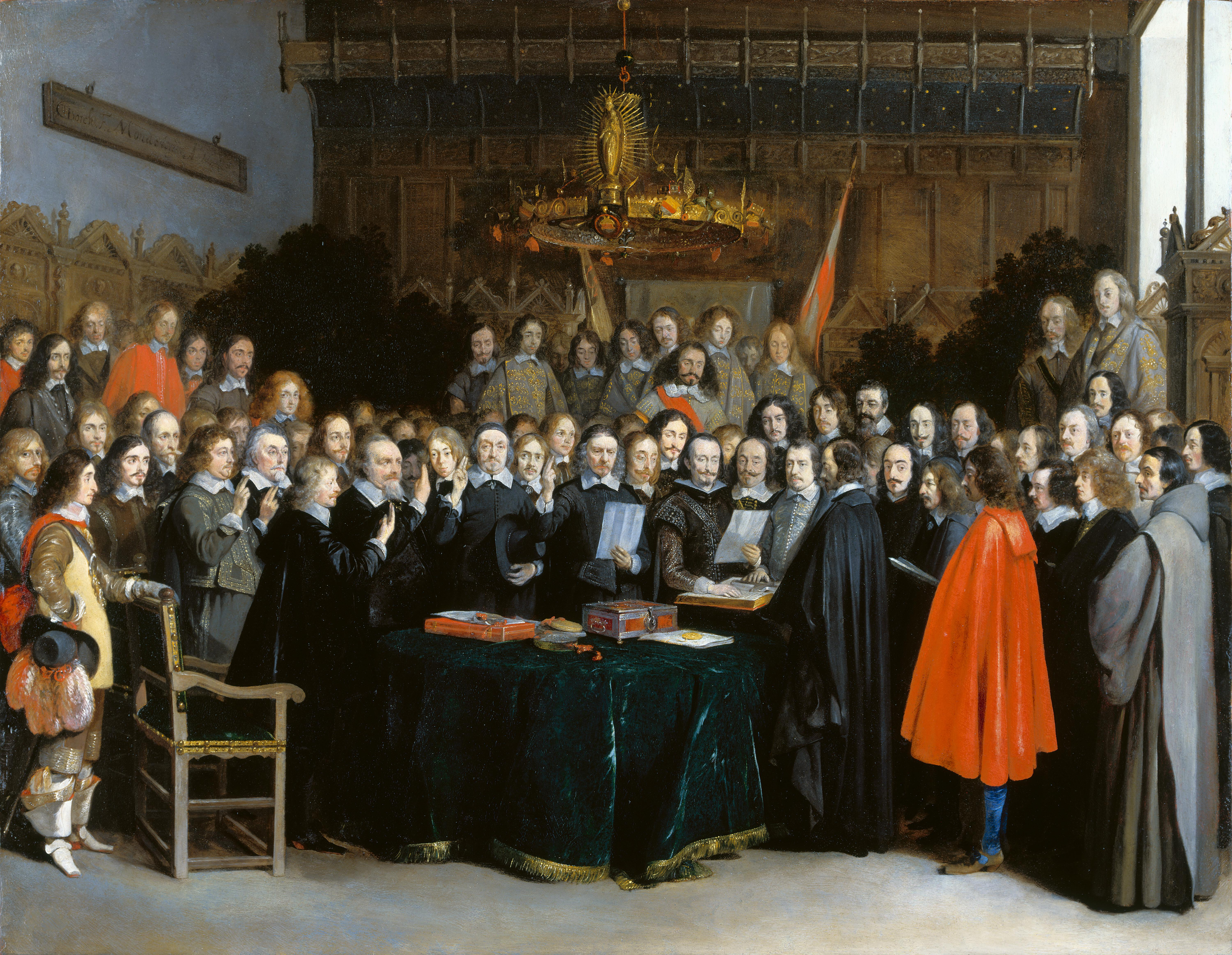
Gerard ter Borch: Firma del Tratado de Münster en la que se aprecia en el centro de la imagen al representante español, don Gaspar de Bracamonte Guzmán.

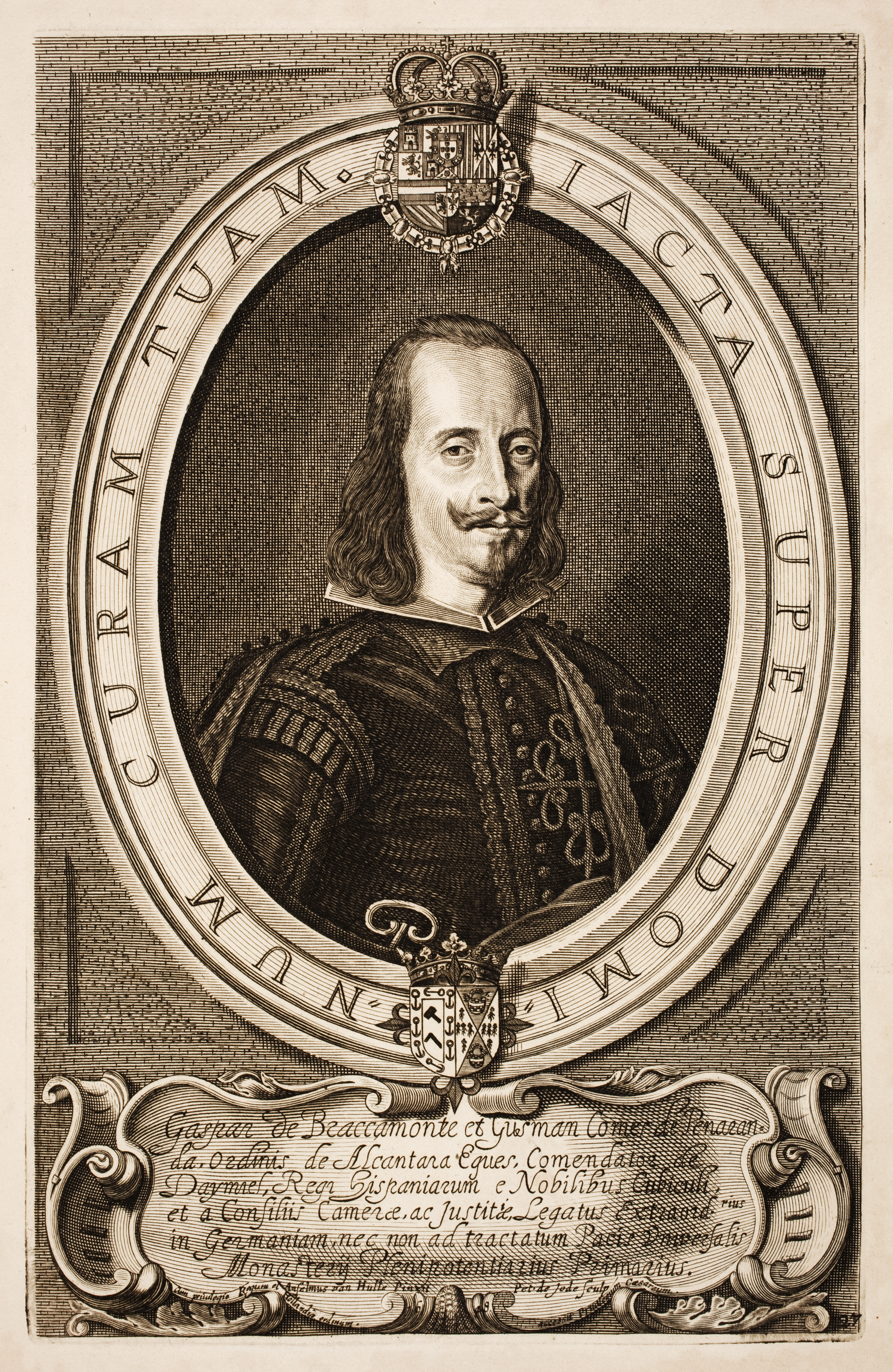
Retrato de don Gaspar de Bracamonte Guzmán en un grabado de Pieter de Jode II según Anselmus van Hulle, 1648, Biblioteca Palacio de la Paz.

A su regreso de Nápoles el rey le nombró miembro del Consejo de Estado y Guerra, presidente del de Italia y en su testamento le nombró como uno de los miembros de la Junta de Gobierno que se debía formar tras su muerte (1665) para asesorar a la reina Mariana de Austria en su regencia durante la minoría de edad del rey Carlos II y en la que fue el principal consejero de la reina en cuestiones de política exterior hasta la llegada de Juan Everardo Nithard.
Don Gaspar en un primer momento defendió un acercamiento a Francia. Sin embargo, la postura adoptada por Luis XIV en relación con sus pretensiones sobre los Países Bajos le hizo desistir de este idea y se aproximó a Inglaterra, con la que ajustó en 1667 el tratado de Madrid, un acuerdo de paz y comercio por el que se cerraban las diferencias surgidas en la guerra anglo-española.
Mientras tanto, Luis XIV con el pretexto de no haber recibido la dote de su esposa María Teresa, hija de Felipe IV, reclamó los Países Bajos para su esposa apelando al droit de dévolution del ducado de Brabante. De este modo, y aprovechándose tanto del distanciamiento entre Madrid y Viena, como del conflicto anglo-holandés por el dominio de los mares, lo que privaba a Madrid del auxilio de dos poderosos aliados, el monarca francés rompió las hostilidades, en un momento además de gran inestabilidad en el interior de la monarquía a raíz del enfrentamiento entre Juan José de Austria y el padre Nithard: se inició así la llamada Guerra de Devolución. En una meteórica campaña, el rey cristianísimo se apoderó del Franco Condado y varias plazas fuertes en los Países Bajos. España no tenía medios para resistir, por lo que solo podía confiar en la ayuda internacional; para ello Peñaranda obtuvo la paz entre Holanda e Inglaterra que junto con Suecia formaron la Triple Alianza por la que Luis XIV se avino a tratar en condiciones moderadas. Por el Tratado de Aquisgrán de 1668, España recuperó el Franco Condado y cedió Lille, Tournai, Charleroi y otras plazas flamencas.
El deseo de Luis XIV de acabar con el poder comercial de las Provincias Unidas, sería la causa del conflicto franco-holandés de 1672, en el que España se vio involucrada a su pesar al año siguiente, cuando el ejército francés penetró en los Países Bajos y en el Franco Condado. Don Gaspar promovió la formación de la Gran Alianza de La Haya por la cual las Provincias Unidas, el Imperio, España y los príncipes alemanes se unían contra el expansionismo francés. Con este pacto pretendía atajar el avance galo hacia los Países Bajos, que era uno de los objetivos de Luis XIV.
Debido a los problemas surgidos entre él y Fernando de Valenzuela, nuevo valido de la reina regente, decidió retirarse de la política.

### Muerte
Gaspar murió en Madrid el 14 de diciembre de 1676 y, aunque había encargado la construcción de dos nichos, uno para él y otro para su esposa, en el altar de la Iglesia Parroquial de San Miguel Arcángel de Peñaranda de Bracamonte, finalmente fue enterrado en el claustro del Convento de las Madres Carmelitas Descalzas de la misma localidad.

## Escritos
Escribió en alemán Brustbild nach viertelrechts im Schriftoval des Grafen von Penaranda, oben und unten Wappen (Kupferstich von P. de Jode nach A. van Hulle, 1648).
| Predecesor: García de Avellaneda y Haro          | Virrey de Nápoles 1658-1664                               | Sucesor: Pascual de Aragón                                       |
| Predecesor: Baltasar Manuel de Bracamonte Guzmán | Conde de Peñaranda de Bracamonte, grande de España ?-1676 | Sucesor: Gregorio de Bracamonte Guzmán y Bracamonte Portocarrero |
| Predecesor: Antonio Dávila y Zúñiga              | Presidente del Consejo de Órdenes 1651-1653               | Sucesor: Antonio Sancho Dávila de Toledo y Colonna               |
| Predecesor: García de Avellaneda y Haro          | Presidente del Consejo de Indias 1653-1671                | Sucesor: José González                                           |